# Norbert Bisky

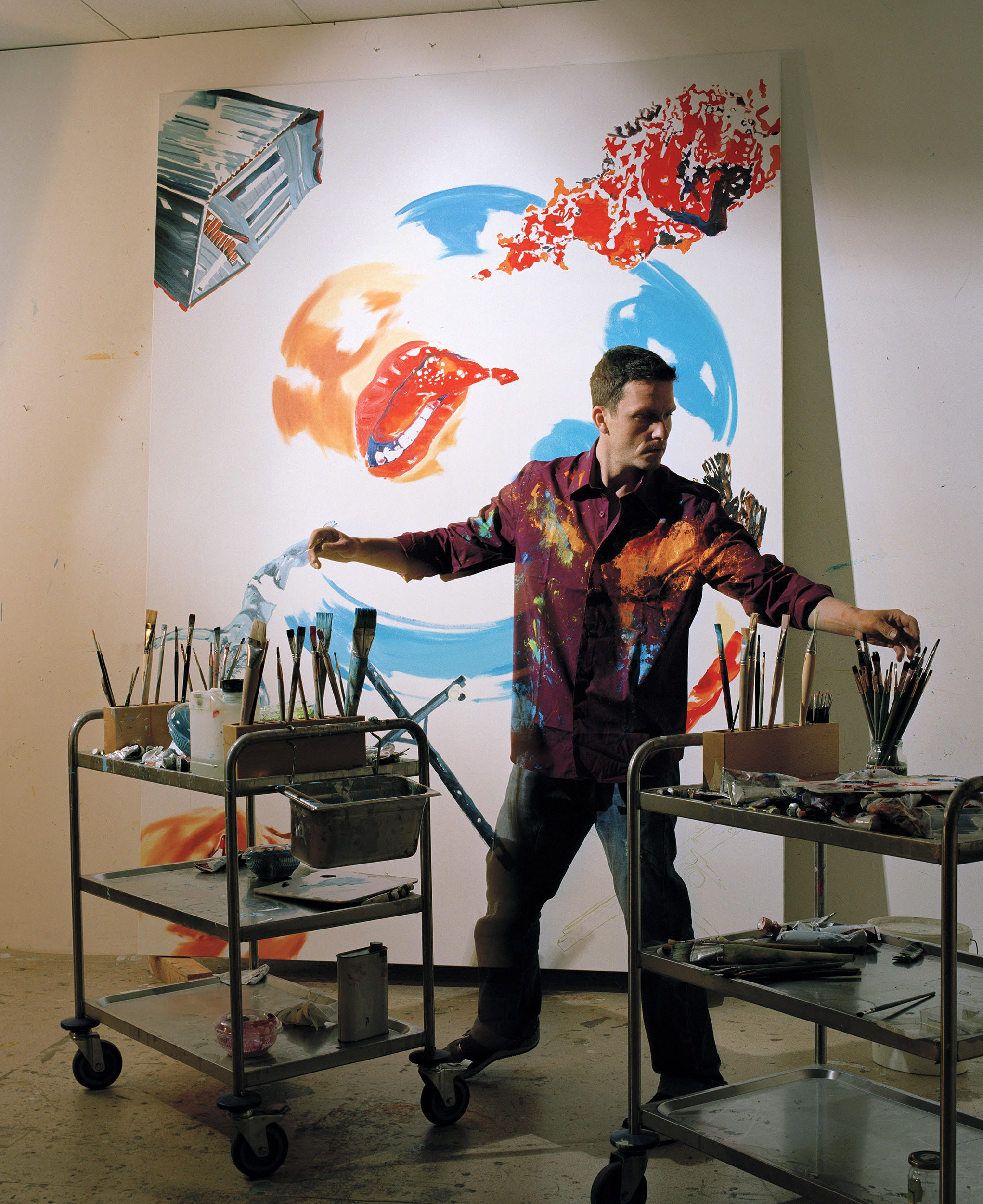
Norbert Bisky fotografiado por Oliver Mark, Berlín 2007

Norbert Bisky (nacido en 1970) es un pintor alemán. Está considerado como uno de los principales artistas alemanes contemporáneos y relacionado con la pintura figurativa del siglo XXI.

## Vida y obra
Norbert Bisky se crio en la antigua República Democrática Alemana. La caída del muro de Berlín coincide con sus últimos años en la escuela. En 1993, mientras estudia en la Freie Kunstschule Berlin (Escuela de Arte Libre de Berlín) se decide a estudiar bellas artes.
De 1994 a 1999 estudia en la Hochschule der Künste (Universidad de Bellas Artes) con Georg Baselitz, y participa en la clase de Jim Dine de la Salzburger Sommerakademie (Academia de Verano de Salzburgo) y termina su maestría con Baselitz en 1999.
Bisky pinta cuadros al óleo claros y luminosos. Él mismo los llegó a describir como «lavados con detergente». Y exactamente así todo resplandece: hombres jóvenes, guapos, felices y rebosando fuerza, pura naturaleza intacta. El estilo «Grand Guignol» en el que pinta sus cuadros apoya la mirada hacia un mundo aparentemente a salvo. Los títulos de cuadros como Ejercicio en el terreno (2002), Hospital militar en el paraíso (2005) y Mando a Distancia (2005) apuntan a una amenaza subliminal.
Bisky no permite que se le describa como un maestro de los sunnyboys; la poesía de los cuadros está contraatacada por circunstancias sarcásticas. La descripción del mundo se radicaliza.
Mientras tanto, Bisky destruye sus propios íconos. Los colores claros dan paso a fondos oscuros y las mujeres toman el centro de atención, no obstante, las referencias artísticas del renacimiento y al Pop Art se mantienen. En resumen, obras con reminiscencias al realismo socialista, pero también a los soportes publicitarios de los años 1950 y 1960. Es, precisamente, por este análisis de la historia alemana reciente que su obra despierta interés tanto en Alemania como en el extranjero.
Norbert Bisky es hijo del político miembro del partido Die Linke, Lothar Bisky y hermano del periodista y escritor Jens Bisky.
Bisky estuvo representado por König Galerie en Berlín hasta 2023. Bisky está representado por la galería Esther Schipper desde marzo de 2025.

## Exposiciones
2024
- „Ludology“, Galerie Templon, Nueva York[9]

2023
- „Im Freien“, Kunstverein Freunde Aktueller Kunst, Zwickau[10]
- „Swing State“, Navot Miller & Norbert Bisky, Weserhalle, Berlín[11]

2022
- „UTOPIANISTAS“, Galerie Templon, Paris[12]
- „Taumel“, König Galerie, Berlín[13]
- „Kurpark“, Cokkie Snoei Gallery, Róterdam[14]
- „Walküren-Basislager“, Staatsoper Stuttgart, Stuttgart, Alemania[15]
- „Mirror Society“, SCAD Museum of Art, Savannah, Estados Unidos[16]

2021
- „DISINFOTAINMENT", G2 Kunsthalle, Leipzig, Alemania[17]

2020
- „Unrest“, Fabienne Levy, Lausana, Suiza[18]
- „Metrocake“, KÖNIG TOKIO, Tokio, Japón[19]
- „Berlin Sunday“, Le Confort Moderne, Poitiers, Francia[20]
- „Desmadre Berlin“, Galerie Templon, Paris[21]

2019
- „RANT”, Villa Schöningen, Potsdam, Alemania[22] / „POMPA”, St. Matthäus-Kirche, Berlin[23]
- „Tainted Love/Club Edit“, Villa Arson, Niza, Francia[24]

2018
- „Fernwärme“, Museum Langmatt, Baden, Suiza[25]
- „Hope and Hazard: A Comedy of Eros”, Hall Art Foundation, Reading, Estados Unidos[26]
- „Boezemvriend” (with Grit Hachmeister), Cokkie Snoei Gallery, Róterdam[27]

2017
- „Trilemma“, König Galerie, Berlín[28]
- „Die Revolution ist tot. Lang lebe die Revolution!“, Museo de Bellas Artes de Berna, Berna, Suiza[29]
- „MISSING: Der Turm der blauen Pferde by Franz Marc – Contemporary artists in search of a lost masterpiece“, Haus am Waldsee, Berlin[30]

2016
- „Dies Irae“, Crone Wien, Viena[31]
- „A FUGA“, Galeria Baró, São Paulo[32]
- „Elective Affinities – German Art Since The Late 1960s“, Latvian National Museum of Art, Riga, Letonia[33]
- „Zeitgeist – Arte da Nova Berlim“, Centro Cultural Banco do Brasil, Río de Janeiro[34]

2015
- „Hérésie“, Galerie Daniel Templon, Bruselas[35]
- „Levinsky Street“, Givon Art Gallery, Tel Aviv[36]
- „Balagan“, Bötzow Berlín[37]
- „Black Bandits“, Haus am Lützowplatz, Berlín[38]

2014
- „Zentrifuge“, Kunsthalle Rostock
- „Works on Paper“, Galerie Daniel Templon, Paris[35]
- „Riots“, Espacio Mínimo, Madrid[39]
- „10“, Berghain, Berlín, Germany
- „Utopie Picturale 2“, Fonderie Kugler, Ginebra, Suiza[40]

2013
- „Norbert Bisky: Special Report“, MEWO Kunsthalle, Memmingen, Alemania[41]
- „Paraisópolis“, Galerie Crone, Berlín[42]

2012
- „Stampede“, Leo Koenig Inc., Nueva York[43]
- „I am a Berliner“, Tel Aviv Museum of Art, Tel Aviv, Israel[44]
- „Laboratories of the Senses“, MARTa Herford, Herford, Alemania[45]

2011
- „A Retrospective. Ten Years Of Painting“, Kunsthalle Marcel Duchamp, Cully, Suiza
- „Decompression“, Galerie Daniel Templon, Paris

2010
- „befall“, Galerie Crone, Berlín[46]
- „Maudit“, Galerie Charlotte Moser, Ginebra, Suiza

2009
- „Mandelkern“, Kunstverein Dortmund, Dortmund, Alemania[47]
- „crossing jordaan“, Cokkie Snoei, Róterdam y Ámsterdam[48]
- „Nefasto Máximo“, Galería Espacio Mínimo, Madrid[49]
- „Norbert Bisky: Paintings“, Haifa Museum of Art, Israel[50]

2008
- „cloud cuckoo land“, Gallery Mirchandani + Steinruecke, Bombay
- „privat“, Galerie Crone, Berlín[51]
- „minimental“, Cokkie Snoei Gallery, Róterdam[52]

2007
- „It wasn't me“, Haus am Waldsee, Berlín[53]
- „What's wrong with me“, Leo Koenig Inc., Nueva York[54]
- „Behind Innocence“, Gallery Hyundai, Seúl[55]
- „15 Años Tiene Mi Amor“, Galería Espacio Mínimo, Madrid

2006
- „Total Care“, Contemporary Art Center, Vilna
- „es tut mir so leid“, Galerie Michael Schultz, Berlín[56]
- „Paraísos artificiales", Galería Pilar Parra, Madrid

2005
- „Norbert Bisky“, Studio d’Arte Cannaviello, Milán[57]
- „Déluge“, Galerie Suzanne Tarasiève, París
- „Malerei“, Künstlerhaus Bethanien, Berlín

2004
- „The Proud, the Few“, Leo Koenig Inc., Nueva York[58]
- „Abgesagt“, Mannheimer Kunstverein, Mannheim, Alemania
- „Opkomst en Verval“, Cokkie Snoei Gallery, Róterdam[59]

2003
- „Schlachteplatte“, Galerie Michael Schultz, Berlín[60]

2002
- „Norbert Bisky“, Museum Junge Kunst, Fráncfort del Óder

2001
- „Wir werden siegen“, Galerie Michael Schultz, Berlín[61]
- „Almauftrieb“, Kulturbrauerei Prenzlauer Berg, Berlín
- „Vorkämpfer“, Chelsea Kunstraum, Colonia

## Colecciones públicas
- Hall Art Foundation
- MOMA[62]
- Palm Springs Art Museum, Palm Springs
- Museo Nacional de Arte Contemporáneo (Corea)
- Museo de Israel, Jerusalén[63]
- Fonds National d'Art Contemporain, París, Francia
- Berlinische Galerie, Berlín, Alemania
- Deutsche Bank Collection, Fráncfort del Meno, Alemania
- G2 Kunsthalle, Leipzig, Alemania
- Kunsthalle Rostock, Rostock, Alemania
- Museum der bildenden Künste Leipzig
- Brandenburgisches Landesmuseum für moderne Kunst, Fráncfort del Óder, Alemania
- Museo Ludwig
- Stiftung Kunstforum der Berliner Volksbank, Berlín, Alemania
- Staatliche Kunsthalle Karlsruhe, Karlsruhe, Alemania
- Staatsgalerie Stuttgart, Stuttgart, Alemania
- Schloßmuseum Murnau, Murnau am Staffelsee, Alemania
- Ellipse Foundation, Portugal
- The MER Collection, Segovia